# ناحیه کرزاز
ناحیه کرزاز (به عربی: دائرة کرزاز) یک ناحیه در الجزایر است که در استان بشار واقع شده‌است.

## خصوصیات
ناحیه کرزاز ۱۹٬۳۱۰ کیلومترمربع مساحت و ۹٬۸۷۶ نفر جمعیت دارد.